# Mylène Chavas
Mylène Chavas (Sainte-Colombe-sur-Gand, Francia; 7 de enero de 1998) es una futbolista francesa. Juega de guardameta y su equipo actual es el Real Madrid Club de Fútbol de la Primera División femenina de España. Es internacional absoluta por la selección de Francia desde 2022.

## Trayectoria
En junio de 2021, Chavas fichó por el F. C. Girondins de Burdeos.

## Selección nacional
A nivel juvenil, Chavas formó parte del equipo que ganó el Campeonato Europeo Femenino Sub-19 de la UEFA 2019. Jugó la Copa Mundial Femenina de Fútbol Sub-20 de 2016, en la que Francia obtuvo el segundo lugar, y Chavas fue galardonada como la mejor guardameta del certamen.
En mayo de 2022, formó parte del plantel que disputó la Eurocopa Femenina 2022.
Debutó por la selección de Francia el 25 de junio de 2022 en un amistoso contra Camerún, fue victoria para Francia 4-0.

## Clubes
| Club                       | País    | Año       |
| -------------------------- | ------- | --------- |
| A. S. Saint-Étienne        | Francia | 2015-2018 |
| Dijon                      | Francia | 2018-2021 |
| F. C. Girondins de Burdeos | Francia | 2021-2023 |
| Real Madrid                | España  | 2023-2025 |